# Felix Lehmann (Musiker)
Felix Lehmann (* 17. Dezember 1882; † 28. Dezember 1975 in Berlin) war ein deutscher Orchesterleiter und Jazzmusiker, der vor allem unter dem Künstlernamen Fred Bird bekannt ist.

## Leben
Lehmann war seit 1924 Hauskapellmeister und Aufnahmeleiter der Schallplattenfirma Homophon Co. in der Berliner Alexandrinenstraße. Er spielte zahlreiche Aufnahmen auch unter anderen Namen ein. Dadurch gelang es ihm, ein nicht vorhandenes breites Interpretenspektrum seiner Plattenfirma vorzutäuschen: Gab es Tagesschlager zu spielen, firmierte er als Homocord-Tanzorchester, ganz ohne Nennung seines Namens, dafür aber meist mit Refraingesang durch Ludwig Bernhuber. Galt es dagegen, Salon- und Konzertrepertoire darzubieten, wurde aus der Kapelle das Salon-Orchester Félix Lemeau mit französisch klingendem Dirigentennamen. Nach der Jahreswende 1926/27, als die amerikanischen Tanzschlager verstärkt nachgefragt wurden, trat seine Kapelle auch unter dem Namen Fred Bird The Salon Symphonie (sic) Jazz Band in Erscheinung. Um 1929/30 wurden daraus dann auf dem neuen schwarzen Homocord-Etikett die Fred Bird Rhythmicans. Die „stärker jazzorientierte Kapelle“ war zwischen 1929 und 1932 gelegentlich im Rundfunk zu hören. Ein Photo von Fred Bird wurde im Almanach Künstler am Rundfunk von 1931 abgedruckt. Nach 1933 taufte man die Kapelle schließlich – aufgrund des Decknamen-Verbots der Reichskulturkammer – Fred Bird Tanz-Orchester, bis die Firma Homophon ganz verschwand und im Konzern von Carl Lindström aufging.
Der südafrikanische Banjoist und Jazz-Sänger Al Bowlly arbeitete zeitweise mit Fred Birds Kapelle. Laut Lange scheint Bird aber noch weitere hochkarätige Jazzer als Solisten in seinem Orchester beschäftigt zu haben; Horst H. Lange nennt außer Bowlly noch den Trompeter Howard O. MacFarlane, den Geiger Arno Lewitsch und den Gitarristen und Banjospieler Mike Danzi.
Auffällig ändert sich der Orchesterklang nach 1932 mit dem Namen: Das Tanz-Orchester Fred Bird scheint nicht dieselbe Besetzung gehabt zu haben wie die Salon Symphonie Jazz Band und auch nicht dieselbe wie die Rhythmicans.
Für die Zeit nach 1934 liegen nur noch wenig Nachrichten über Fred Birds Karriere vor. Allerdings veröffentlichte in den späten 1930er Jahren bis in die ersten Kriegsjahre hinein auf dem Kristall-Label ein Tanzorchester Fred Berd – mit “e” statt des “i” -, das weder im Orchesterklang noch mit sonst etwas an die alten Einspielungen des Fred Bird alias Felix Lehmann erinnert. Es handelte sich um eine einzelne Aufnahmesitzung im Oktober 1937.
Das Berliner Branchenbuch führt ihn in den fünfziger Jahren noch als Musiker. Er starb 1975 weitestgehend vergessen in Berlin.

## Diskografie (Auswahl)
Fred Bird, The Salon Symphonic Jazz Band (Aufnahmen mit Al Bowlly)
- M-19381-2    Ain't She Sweet? 		Homo 4-2389 Berlin, September 12, 1927.
- M-19382      In A Little Spanish Town 	Homo 4-2389
- M-19444      I'm Alone In Athlone-2 	Homo 4-2418 Berlin, September 23, 1927.
- M-19445      Because I Love You-1 	Homo 4-2418
- M-19748-1 	Rio Rita 			Homo 4-2496 Berlin, c.Dezember, 1927
- M-19749 	Souvenirs 			Homo 4-2496

Eine der berühmten Aufnahmen von Fred Birds Salon Symphonic Jazzband ist: Stampede / Black Bottom, Berlin 1927 auf Homocord 4-2283.